# Wir tanzen um die Welt
Pour plus de détails, voir Fiche technique et Distribution.
Wir tanzen um die Welt (titre français : Tourbillon express ou Nous dansons autour du monde) est un film allemand réalisé par Karl Anton, sorti en 1939.

## Synopsis
Les danseuses de l'école de Jenny Hill sont parmi les plus recherchées après leur formation. Lors d'une tournée, Norma se réveille comme "capitaine" de la troupe avec l'autorité et l'empathie de la discipline envers les jeunes filles. Personne ne connaît son succès. La concurrence envoie l'attrayant Harry parmi les jeunes filles pour semer la discorde et diviser le groupe. Mais grâce à l'alerte œil de Norma, l'effet de Harry n'agit pas. Puis la concurrence fait venir l'agent Torstone qui fait à des danseuses des carrières solos, ce qui semble marcher. Mais Harry, qui est tombé amoureux de Norma, s'en rend compte et décide d'agir.

## Fiche technique
- Titre : Wir tanzen um die Welt
- Réalisation : Karl Anton assisté de Walter Steffens
- Scénario : Willi Kollo, Felix von Eckardt (de)
- Musique : Willi Kollo
- Direction artistique : Paul Markwitz, Fritz Maurischat
- Photographie : Herbert Körner (de)
- Son : Adolf Jansen
- Montage : René Métain (de)
- Production : Heinrich Jonen (de)
- Société de production : Tobis-Tonbild-Syndikat
- Société de distribution : Tobis-Filmverleih
- Pays d'origine :  Reich allemand
- Langue : allemand
- Format : Noir et blanc - 1,37:1 - Mono - 35 mm
- Genre : Musical
- Durée : 96 minutes
- Dates de sortie :
  -  Reich allemand : 22 décembre 1939.
  -  Danemark : 9 août 1940.
  -  Suède : 31 mars 1941.
  -  Finlande : 2 septembre 1941.
  -  France : 1er juillet 1942[1].

## Distribution
- Charlotte Thiele (de) : Norma
- Irene von Meyendorff : Eva
- Carola Höhn : Sylvia
- Carl Raddatz : Harvey Swington
- Harald Paulsen (de) : Torstone, agent
- Lucie Höflich : Jenny Hill
- Herbert Hübner : Jonny Hester, le propriétaire de l'agence
- Ruth Eweler : Margrit
- Charlotte Daudert (de) : Olly
- Edith Oss (de) : Reni
- Edith Meinhard : Julika
- Walter Werner (de) : Waldemar
- Hans Stiebner : Steffani
- Rolf Moebius : Herbert
- Erik Ode : le premier ami
- Willy Witte (de) : le deuxième ami
- Karl Platen : Werner, le secrétaire
- Gisela Schlüter (de) : L'artiste auprès de Hester

## Article annexe
- Liste des longs métrages allemands créés sous le nazisme

## Source de la traduction
- (de) Cet article est partiellement ou en totalité issu de l’article de Wikipédia en allemand intitulé « Wir tanzen um die Welt » (voir la liste des auteurs).